# Зоммер, Зигфрид
Зигфрид Зоммер (нем. Siegfried Sommer; 23 августа 1914, Мюнхен — 25 января 1996, Мюнхен) — немецкий писатель и журналист.

## Биография
Зоммер родился в семье мюнхенского полировщика мебели. В школе хорошо учился. После завершения своего обучения он служил учеником электрика. В 1932 году Зоммер дебютировал в журнале Die Jugend с маленьким рассказом, и до начала войны был свободным сотрудником в издании Münchner Abendblatt.
Во время Второй мировой войны он служил сержантом во Франции и России, был ранен и награждён, в конце войны получил звание лейтенанта. Вернувшись в Мюнхен, он несколько лет работал в Süddeutsche Zeitung. В 1949 году Зоммер перешёл в Abendzeitung. Там 2 января 1949 в первый раз появился его рассказ Blasius, der Spaziergänger с иллюстрациями карикатуриста Эрнста Хюрлиманна.
Первый роман «И никто по мне не заплачет», опубликованный летом 1954 года, Бертольд Брехт назвал «лучшим романом, написанным в Германии после войны». Роман был экранизирован в 1996 году Йозефом Фильсмайером.
Колонки рассказов про Блазиуса имели огромный успех, они появлялись в Abendzeitung почти непрерывно в течение 40 лет, последняя из примерно 3500 колонок вышла 2 января 1987 года.
Зиги Зоммер имеет дочь Мадлен Зарклетти-Зоммер и незаконнорожденную дочь Эрну Эберль, урожденную Эдер. До конца своей жизни он был связан с Луизой Паллауф.
25 января 1996 года в возрасте 81 года Зоммер умер после продолжительной болезни в Клинике Риникера в Мюнхене и был похоронен на мюнхенском Нойхаузенском кладбище (могила номер 4-5-5). В родном Мюнхене ему был поставлен бронзовый памятник работы скульптора Макса Вагнера.

## Издания на русском языке
- …И никто по мне не заплачет, М., 1963